# Mer d'Écosse
La mer d'Écosse est une mer de l'Atlantique nord. Les terres émergées la bordant sont les suivantes : les îles Féroé au nord marquant sa limite nord avec la mer de Norvège, les îles Shetland et Orcades à l'est la séparant de la mer du Nord, ainsi que l'Irlande au sud. Elle communique avec les mers intérieures de la côte ouest de l'Écosse entre l'Irlande et Barra Head, la pointe sud-ouest des Hébrides, et entre la pointe nord de l'île Lewis et la côte écossaise.